# Антон Делвиг
Анто̀н Анто̀нович Дѐлвиг (на руски: Анто́н Анто́нович Де́львиг) е руски поет, издател и барон.
Роден е на 17 август (6 август стар стил) 1798 година в Москва в семейството на офицер от балтийсконемски благороднически род. Учи в Царскоселския лицей, където се сближава със съученика си Александър Пушкин (който го определя като „вдъхновен син на мързела“), след което е чиновник в различни ведомства в Санкт Петербург. От 1814 година публикува свои стихове, някой от които става основа на популярни песни, а след 1825 година изадава няколко алманаха.
Антон Делвиг умира от тиф на 29 януари (17 януари стар стил) 1831 година в Санкт Петербург.